# Vissershaven

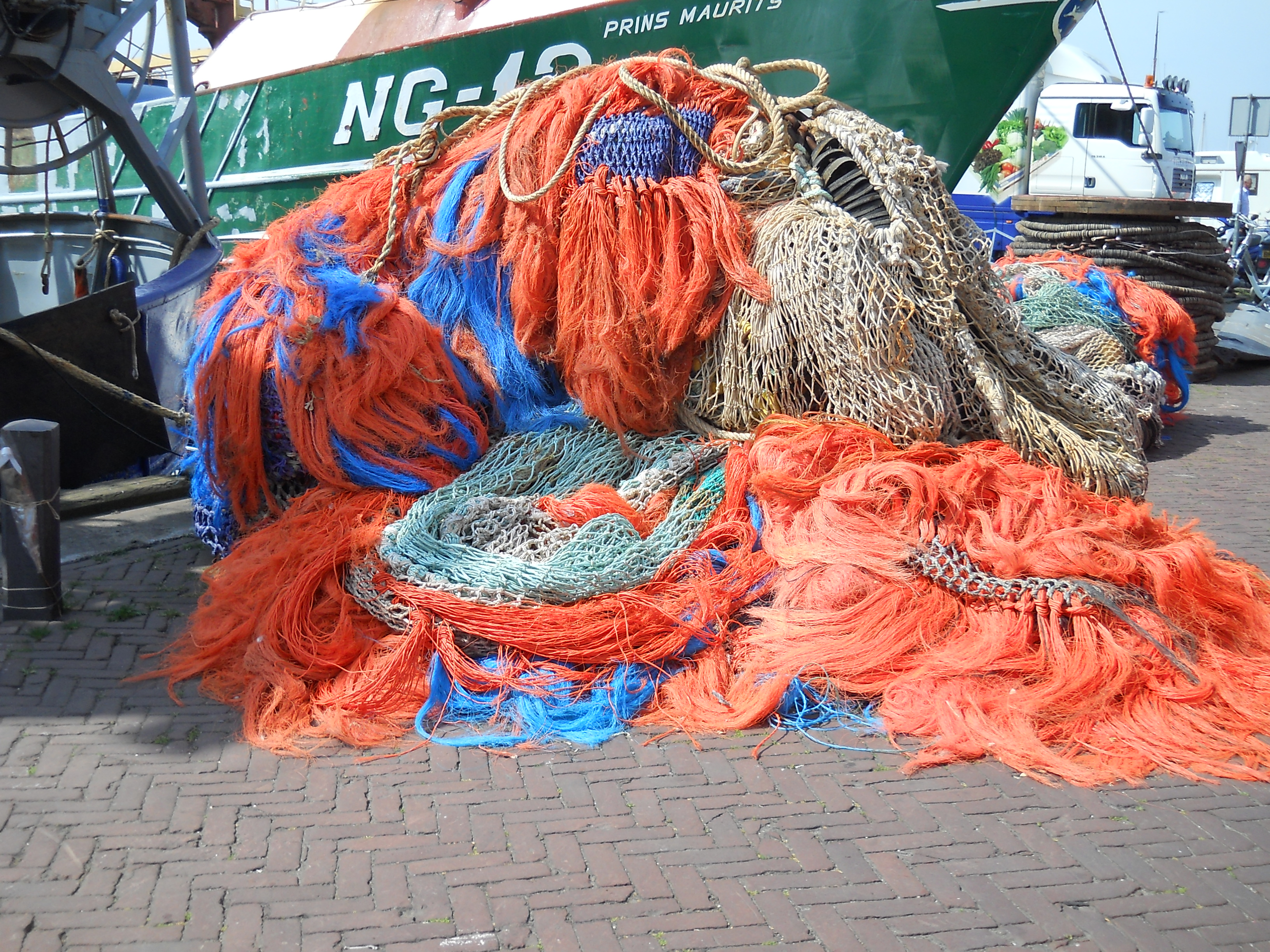
De haven van Urk

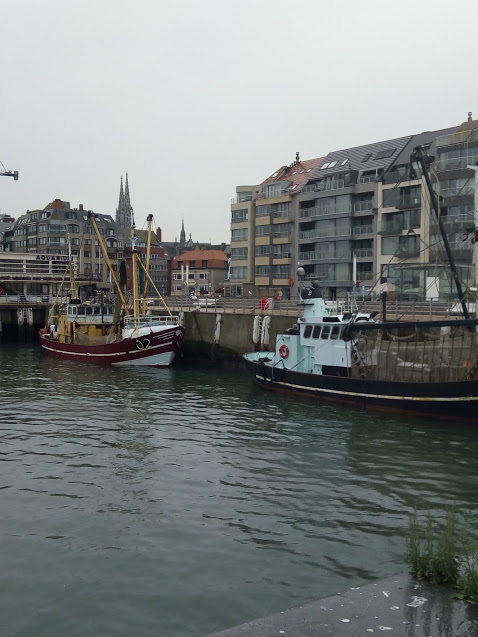
Vissersschepen te Oostende

Een vissershaven is een type haven met aangepaste infrastructuur voor vissersschepen en het behandelen van de vangst (verwerken, sorteren, conserveren). In de grotere havens is er doorgaans ook een visafslag of vismijn. Een vissershaven hoeft geen aparte haven te zijn, maar kan ook een gespecialiseerd gedeelte van een grotere haven zijn.